# Загальна семантика
 Загальна семантика пов’язана з тим, як події перетворюються на сприйняття, як вони далі змінюються іменами та ярликами, які ми до них застосовуємо, і як ми можемо отримати міру контролю над нашими власними когнітивними, емоційними та поведінковими реакціями. Прихильники характеризують загальну семантику як протиотруту від певних видів ілюзорних моделей мислення, в яких неповні та, можливо, спотворені розумові конструкції проектуються на світ і розглядаються як сама реальність. Після часткових запусків під назвами людська інженерія та гуманологія , польсько-американський творець Альфред Коржибскі  (1879–1950) повністю запустив програму як загальну семантику в 1933 році з публікацією Наука та розсудливість: Вступ до не- Арістотелівські системи та загальна семантика .
У «Науці та розсудливості» загальна семантика представлена як теоретична і практична система, прийняття якої може надійно змінити людську поведінку в напрямку більшої розсудливості. У передмові 1947 року до третього видання «Науки і розсудливості » Коржибський писав: «Нам не потрібно закривати очі старою догмою про те, що «людську природу неможливо змінити», оскільки ми знаходимо, що її можна змінити».  У той час як Коржибський вважав свою програму емпіричною та суворо дотримувалась наукового методу, загальну семантику було описано як відхилення у сферу псевдонауки. 
Починаючи приблизно з 1940 року, університетський професор англійської мови С. І. Хаякава (1906–1992), професор мовлення Венделл Джонсон, професор мовлення Ірвінг Дж. Лі та інші зібрали елементи загальної семантики в пакет, придатний для включення в основні навчальні програми з комунікацій. Інститут загальної семантики, заснований Коржибським і його співробітниками в 1938 році , продовжує свою діяльність і сьогодні. Загальна семантика як рух значно зменшилася з 1950-х років, хоча багато її ідей живуть в інших рухах, таких як медіаграмотність,  нейролінгвістичне програмування   та раціональна емоційно-поведінкова терапія . 

## Огляд

### «Ідентифікація» і «мовчазний рівень»
На діаграмі «Мовчазний і вербальний рівні» 1946 року  стрілки та прямокутники позначають упорядковані етапи нервово-оцінювальної обробки людини, які відбуваються миттєво. Хоча нові знання в біології чіткіше визначили, що текст у цих блоках 1946 року позначає як «електроколоїдний»,  діаграма залишається, як писав Коржибський у своїй останній опублікованій статті в 1950 році, «задовільною для нашої мети коротко пояснити найбільш загальні та важливі моменти».  Загальна семантика постулює, що більшість людей «ідентифікують» або не можуть диференціювати послідовні стадії або «рівні» у своїй власній нейрооцінювальній обробці. «Більшість людей, — писав Коржибскі, — визначають рівні цінностей I, II, III і IV і реагують так, ніби наші вербалізації щодо перших трьох рівнів були «це». Що б ми не говорили, що щось «є», очевидно , не є «чимось» на безмовних рівнях» 

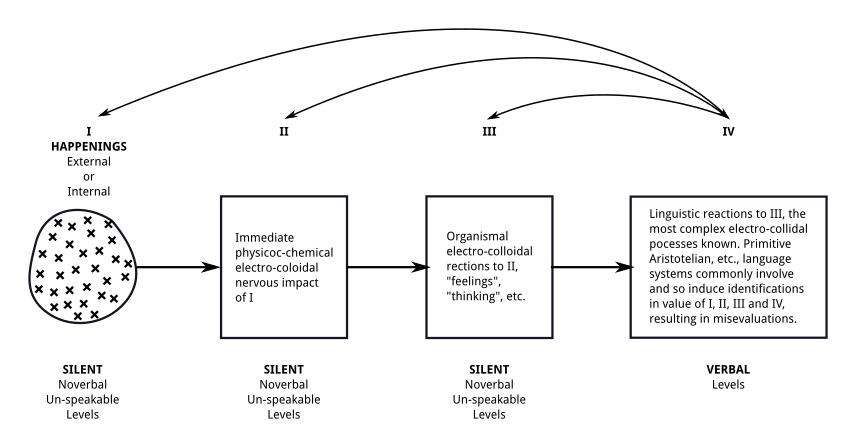
Діаграма Інституту загальної семантики «мовчазний і вербальний рівні», приблизно 1946 р.

Зробивши «ментальною» звичкою знаходити та орієнтуватися на впорядкованих етапах, навчання загальної семантики прагне відточити внутрішню орієнтацію так само, як пристрій GPS може відточити зовнішню орієнтацію. Після навчання, як стверджують загальні семантики, людина буде діяти, реагувати та приймати рішення, більш відповідні будь-якому заданому набору подій. Хоча виділення слини є відповідною реакцією, коли лимонний сік капає на язик, людина неправильно визначила, коли уявний лимон або слово «l–e–m–o–n» викликають реакцію слиновиділення.
«Коли ми диференціюємося, диференціація стає запереченням ідентичності», — писав Коржибскі в «Науці та розсудливості» . «Коли ми розрізняємо об’єктивний і вербальний рівні, ми навчимося «мовчати» на невимовних об’єктивних рівнях і таким чином запроваджуємо найкориснішу неврологічну «затримку» — залучаємо кору до виконання її природної функції».  Британсько-американський філософ Макс Блек, впливовий критик загальної семантики, назвав цю неврологічну затримку «центральною метою» навчання загальної семантики, «щоб, реагуючи на вербальні чи невербальні стимули, ми усвідомлювали, що ми робимо». ". 
У 21 столітті фізіологія, що лежить в основі ідентифікації, і неврологічна затримка, як вважають, включають аутоасоціативну пам’ять, нейронний механізм, важливий для інтелекту.  Коротко кажучи, автоасоціативна пам’ять отримує раніше збережені уявлення, які найбільше відповідають будь-якому поточному вхідному шаблону (рівень II у загальній семантичній діаграмі), що надходить від почуттів. Відповідно до моделі прогнозування пам’яті для інтелекту, якщо збережені уявлення розв’язують шаблони, що надходять, це є «розумінням», і мозкова діяльність переходить від оцінювання до запуску моторних реакцій. Коли отримані репрезентації недостатньо розв’язують новоприбулі шаблони, оцінювання продовжується, залучаючи вищі шари кори до безперервного пошуку розв’язки. Додатковий час, необхідний для проходження сигналів вгору та вниз по корковій ієрархії  становить те, що загальна семантика називає «вигідною неврологічною затримкою». 

### Реферування і свідомість реферування
Ідентифікація запобігає тому, що прагне сприяти загальна семантика: додаткова кортикальна обробка, яка сприймається як затримка. Коржибський назвав свій засіб ідентифікації «свідомістю абстрагування ».  Термін «реферування» зустрічається повсюдно в Science and Sanity. Використання цього терміна Коржибським є дещо незвичайним і вимагає вивчення, щоб зрозуміти його значення.  Він обговорював проблему ідентифікації в термінах «плутини порядків абстракцій» і «відсутності свідомості абстрагування».  Усвідомлювати абстрагування означає розрізняти «рівні», описані вище; рівні II–IV є абстракціями рівня I (яким би не був рівень I — все, що ми насправді отримуємо, це абстракції). Техніки, які Коржибський прописував, щоб допомогти людині розвинути свідомість абстрагування, він назвав «розширеними пристроями». 

### Подовжувальні пристрої
Задовільні пояснення загальних засобів розширення семантики можна легко знайти.   Ця стаття має на меті коротко пояснити лише «індексаційні» пристрої. Припустимо, ви викладаєте в школі чи університеті. Студенти заходять у ваш клас у перший день нового семестру, і, якщо ви ідентифікуєте цих нових студентів за асоціацією пам’яті, отриманою вашим мозком, ви недостатньо залучаєте свою спостережливість і кору головного мозку. Індексування робить явним розмежування студентів цього терміну від студентів попередніх курсів . Ви опитуєте нових студентів, і індексування явно відрізняє студента 1 від студента 2 від студента 3 тощо. Припустімо, ви впізнали одну студентку — назвіть її Анна — з попереднього курсу, у якому Анна була відмінницею або поганою. Знову ж таки, ви уникаєте ідентифікації через своє індексоване усвідомлення того, що Анна цей термін, цей курс відрізняється від Анни той термін, той курс . Не ототожнюючи себе, ви одночасно розширюєте та загострюєте своє уявлення про «студентів» завдяки усвідомленню, що ґрунтується на свіжих спостереженнях на рівні мовчання. 

### Мова як основна проблема
Автоасоціативна пам'ять у моделі пам'яті-прогнозування описує нейронні операції в мозку ссавців загалом.  Особлива обставина для людей виникає із введенням мовних компонентів, як свіжих стимулів, так і як збережених уявлень. Мовні міркування займають важливе місце в загальній семантиці, і три фахівці з мови та комунікації, які прийняли загальну семантику, професори університету та автори Хаякава, Вендел Джонсон і Ніл Постман, відіграли важливу роль у формуванні загальної семантики, особливо для тих, хто не читає Science and Sanity .

### Наука
Багато визнаних спеціалістів у галузях знань, у яких Коржибський стверджував, що закріпив загальну семантику — біологія, епістемологія, математика, неврологія, фізика, психіатрія тощо — підтримували його роботу за його життя, зокрема Кассіус Дж. Кейзер, К. Б. Бріджес, В. Є. Ріттер, П. В. Бріджмен, Г. Е. Когілл, Вільям Алансон Вайт, Кларенс Б. Фаррар, Девід Ферчайлд та Еріх Келер .  Коржибський писав у передмові до третього видання «Науки та розуму» (1947), що загальна семантика «виявилася емпіричною природничою наукою». 
Але тип існування універсалій і абстрактних об’єктів, якщо вони взагалі існують, є предметом серйозних дебатів у метафізичній філософії . Тож Блек резюмував загальну семантику як «якусь гіпотетичну неврологію, зміцнену догматичною метафізикою».  А в 1952 році, через два роки після смерті Коржибського, американський скептик Мартін Гарднер написав: «Робота [Коржибського] переходить у сферу культу та псевдонауки». 
Колишній виконавчий директор Інституту загальної семантики Стів Стокдейл порівняв GS із йогою . «По-перше, я б сказав, що лише знаючи щось про загальну семантику, можна отримати невелику користь, якщо вона взагалі є. Переваги походять від усвідомлення принципів і поглядів, які випливають із GS, і застосування їх у міру необхідності. Ви можете порівняти загальну семантику з йогою в цьому відношенні... знати про йогу — це нормально, але щоб отримати користь від йоги, ви повинні займатися йогою»  Подібним чином Кеннет Берк пояснює семантику Коржибського, протиставляючи її в «Граматиці мотивів» різновиду поезії Берка, кажучи: « Семантика — це по суті науковий підхід до мови в термінах знання, тоді як поетичні форми — це види дії».  

## історія

### Ранні спроби перевірки
Перший Американський конгрес із загальної семантики зібрався в березні 1935 року в Педагогічному коледжі Центрального Вашингтона в Елленсбурзі, штат Вашингтон . У вступному слові до учасників Коржибський сказав:
Загальна семантика формулює нову експериментальну галузь природничих наук, що лежить в основі емпіричної теорії людських оцінок і орієнтацій і залучає певний неврологічний механізм, присутній у всіх людей. Він відкриває прямі неврологічні методи стимуляції діяльності кори головного мозку людини та прямого впровадження корисного неврологічного «гальмування». . . . 
Він додав, що загальну семантику «будуть оцінювати шляхом експериментів».  В одній із доповідей, представлених на конгресі, повідомлялося про значне покращення оцінок студентів другого курсу коледжу за стандартизованими тестами інтелекту після шести тижнів навчання за методами, описаними в розділі 29 « Наука та розсудливість». 

### Інтерпретація як семантика
Загальна семантика накопичила лише кілька ранніх експериментальних перевірок. У 1938 році економіст і письменник Стюарт Чейз вихваляв і популяризував Коржибського в «Тиранії слів» . Чейз назвав Коржибскі «піонером» і описав «Науку та розсудливість » як «сформулював справжню науку про комунікацію. Термін, який починає використовуватися для охоплення таких досліджень, — це «семантика», тобто питання, що стосуються позначення чи значення».  Тому що Коржибскі в «Науці та розсудливості » сформулював свою програму, використовуючи «семантику» як самостійний кваліфікатор на сотнях сторінок у таких конструкціях, як «семантичні фактори», «семантичні порушення» та особливо «семантичні реакції», щоб позначити загальну семантичну програму. «семантика» склала лише зручне скорочення. 
Хаякава прочитав «Тиранію слів», потім «Науку та розсудливість», а в 1939 році відвідав семінар під керівництвом Коржибського, який проводився в щойно організованому Інституті загальної семантики в Чикаго. У вступі до своєї власної «Мови в дії», вибраної Клубом «Книга місяця» 1941 року, Хаякава писав: «Принципи [Коржибського] так чи інакше вплинули майже на кожну сторінку цієї книги. . . ."  Але Хаякава наслідував приклад Чейза в інтерпретації загальної семантики як того, що робить комунікацію своєю визначальною проблемою. Коли Хаякава став співзасновником Товариства загальної семантики та його публікації ETC: Огляд загальної семантики в 1943 році, він продовжував редагувати ETC. до 1970 року — Коржибскі та його послідовники в Інституті загальної семантики почали скаржитися, що Хаякава помилково прийняв загальну семантику.  У 1985 році Хаякава надав такий захист інтерв’юеру: «Я хотів розглядати загальну семантику як предмет у тому ж сенсі, що існує наукова концепція, відома як гравітація, яка не залежить від Ісаака Ньютона. Отже, через деякий час ви більше не говорите про Ньютона; ви говорите про гравітацію. Ви говорите про семантику, а не про семантику Коржибського». 

### Опущені приціли
Режим семінарів Інституту, значно розширений як групові семінари-практикуми, починаючи з 1944 року, продовжував розвиватися, дотримуючись приписів, викладених у Розділі XXIX Науки та розсудливості. Структурний диференціал, запатентований Коржибським у 1920-х роках, залишався серед головних засобів навчання, які допомагали учням досягти «рівня мовчання», передумови для досягнення «неврологічної затримки». Інновації в семінарах-практикумах включали новий компонент «нейро-релаксації» під керівництвом танцівниці та секретаря редакції Інституту Шарлотти Шухардт (1909–2002).

Але хоча багато людей познайомилися із загальною семантикою — можливо, більшість через більш обмежену «семантику» Хаякави, — поверхневе висловлювання здавалося більш поширеним, ніж глибока інтерналізація, до якої прагнули Коржибскі та його колеги з Інституту. Марджорі Кендіг (1892–1981), ймовірно, найближча співробітниця Коржибського, директор Інституту після його смерті та редактор його посмертно опублікованого Зібрання творів: 1920–1950, написала в 1968 році:
Я припускаю, що я знав близько 30 осіб, які певною мірою належним чином, за моїми стандартами, оволоділи цією дуже загальною, дуже простою, дуже складною системою орієнтації та методу оцінки — перевернувши, як це має бути, всі наші культурні зумовленості, неврологічні канали. і т.д. . . . На мій погляд, велика помилка Коржибського — і я продовжував, фінансова необхідність — і за яку ми сьогодні платимо у багатьох критиках, полягала в тому, що ми не обмежилися дуже ретельною підготовкою дуже небагатьох людей, які були б компетентні використовувати дисципліну в різних галузях і навчати інших. Ми повинні були зробити це, перш ніж заохочувати будь-кого популяризувати або поширювати слово (жахливу фразу) у суспільствах для загальної семантики, говорячи про загальну семантику замість вивчення, використання тощо методології для зміни наших основних епістемологічних припущень, передумов тощо. (несвідоме або свідоме), тобто ненавчання, основа навчання навчанню.
Так, великій кількості людей подобається створювати філософію загальної семантики. Це позбавляє їх від болю, пов’язаного з суворим навчанням, настільки простим, загальним і обмеженим, що здається очевидним, але таким складним. 
Наступники в Інституті загальної семантики багато років продовжували шлях засновників. Стюарт Мейпер (1916–1997), який навчався під керівництвом Карла Поппера, запровадив принцип фальсифікованості Поппера на семінарах-практикумах, які він проводив в Інституті, починаючи з 1977 року. Скромніші заяви поступово замінили твердження Коржибського про те, що загальна семантика може змінити людську природу та запровадити еру універсальної людської згоди. У 2000 році Роберт Пула (1928–2004), чиї ролі в Інституті протягом трьох десятиліть включали посаду директора Інституту, головного редактора Бюлетеня загальної семантики Інституту та керівника семінарів-практикумів, охарактеризував спадщину Коржибського як «внесок». до покращення людської оцінки, до полегшення людського горя. . . ." 
Хаякава помер у 1992 році. Товариство загальної семантики об'єдналося в Інститут загальної семантики в 2003 році. У 2007 році Мартін Левінсон, президент Опікунської ради Інституту, об’єднався з Полом Д. Джонстоном, виконавчим директором Товариства на момент злиття, щоб викладати загальну семантику за допомогою легковажних Практичних казок для повсякденного життя . 
Інші установи, які підтримують або просувають загальну семантику в 21 столітті, включають Нью-Йоркське товариство загальної семантики,  Європейське товариство загальної семантики,  Австралійське товариство загальної семантики  та Центр загальної семантики Балванта Пареха . та інші гуманітарні науки (Барода, Індія). 

## Основні приміщення
- Неарістотелізм : хоча Аристотель писав, що справжнє визначення дає сутність речі (що грецькою мовою визначено як ti ên einai, буквально «те, що мало бути»), загальна семантика заперечує існування такої «сутності». [44] У цьому загальна семантика нібито представляє еволюцію людської оціночної орієнтації. У загальній семантиці завжди можна дати опис емпіричних фактів, але такі описи залишаються просто описами, які обов’язково залишають поза увагою багато аспектів об’єктивних, мікроскопічних і субмікроскопічних подій, які вони описують. Відповідно до загальної семантики, для опису смаку апельсина можна використовувати мову, природну чи іншу (включно з мовою, яка називається «математика»), але неможливо передати смак апельсина, використовуючи лише мову. Згідно із загальною семантикою, змістом усіх знань є структура, тому мова (загалом) і наука й математика (зокрема) можуть надати людям структурну «карту» емпіричних фактів, але не може бути «ідентичності», лише структурна подібність між мовою (картою) та емпіричними фактами, які пережили та спостерігали люди як люди в середовищі (включаючи доктринальне та лінгвістичне середовища).
- Прив’язка часу : здатність людини передавати інформацію та знання від одного покоління до наступного. Коржибський стверджував, що це унікальна здатність, яка відділяє людей від тварин. Ця чітко притаманна людям здатність одного покоління починати з того місця, де попереднє покоління закінчилося, є наслідком унікальної людської здатності безмежно просуватися до все вищих і вищих рівнів абстракції. Тварини можуть мати кілька рівнів абстракції, але їхні абстракції повинні зупинятися на деякій кінцевій верхній межі ; це не так для людей: люди можуть мати «знання про знання», «знання про знання про знання» тощо, без будь-якої верхньої межі. Тварини володіють знаннями, але кожне покоління тварин робить речі майже так само, як і попереднє покоління, обмежене їх неврологією та генетичним складом. Навпаки, колись більшість людських суспільств були мисливцями-збирачами, але зараз переважають більш досконалі способи виробництва їжі (вирощування, розведення чи купівля). За винятком деяких комах (наприклад, мурах ), усі тварини все ще є видами мисливців-збирачів, хоча багато з них існують довше, ніж люди. З цієї причини тварини в загальній семантиці розглядаються як зв’язувачі простору (здійснюють зв’язування простору ), [45] а рослини, які зазвичай нерухомі, як зв’язувачі енергії (здійснюють зв’язування енергії ).
- Неелементалізм і неадитивність : відмова розділяти вербально те, що не можна розділити емпірично, і відмова розглядати такі вербальні поділи як доказ того, що «речі», які словесно розділені, мають додатковий зв’язок одна з одною. Наприклад, простір-час не можна емпірично розділити на «простір» + «час», свідомий організм (включаючи людину) не можна розділити на «тіло» + «розум» тощо, тому люди ніколи не повинні говорити про «простір». ' і 'час' або 'розум' і 'тіло' окремо, але завжди використовуйте терміни простір-час або розум-тіло (або інші терміни організму як цілого).
- Нескінченнозначний детермінізм : загальна семантика розглядає проблему «індетермінізму проти детермінізму» як неспроможність досучасних епістемологій правильно сформулювати проблему, як неспроможність розглянути або включити всі фактори, що мають відношення до конкретного прогнозу, і неспроможність налаштувати наші мови та лінгвістичні структури до емпіричних фактів. Загальна семантика вирішує проблему на користь детермінізму особливого типу, який називається «нескінченнозначним» детермінізмом, який завжди допускає можливість того, що відповідні «причинні» фактори можуть бути «пропущені» в будь-яку дату, в результаті чого, якщо проблема є не зрозумілий на той час, «індетермінізм», який просто вказує на те, що наша здатність передбачати події порушилася, а не на те, що світ є «індетерміністським». Загальна семантика розглядає всю людську поведінку (включно з усіма людськими рішеннями) як, у принципі, повністю визначену, коли всі відповідні доктринальні та лінгвістичні фактори включені в аналіз, розглядаючи теорії «свободи волі» як такі, що не включають доктринальне та лінгвістичне середовища як середовища. в аналізі поведінки людини.

## Зв'язки з іншими дисциплінами
Вплив Людвіга Вітгенштейна та Віденського гуртка, а також ранніх операціоналістів і прагматиків, таких як Чарльз Сандерс Пірс, особливо чітко проявляється в основоположних ідеях загальної семантики. Сам Коржибський визнав багато з цих впливів. 
Концепція «мовчання на об’єктивному рівні» — приписувана Коржибському та його наполягання на свідомості абстрагування — є паралельною до деяких центральних ідей дзен-буддизму . Хоча Коржибскі ніколи не визнавав жодного впливу з цього боку, він сформулював загальну семантику в ті самі роки, коли перші популяризації дзен ставали частиною інтелектуальної валюти освічених носіїв англійської мови. З іншого боку, на пізнішого дзен-популяризатора Алана Воттса вплинули ідеї загальної семантики. 
Загальна семантика найбільш глибоко збереглася в когнітивних методах лікування, які виникли в 1950-х і 1960-х роках. Альберт Елліс (1913–2007), який розробив раціональну емоційно-поведінкову терапію, визнав вплив загальної семантики та прочитав меморіальну лекцію Альфреда Коржибського в 1991 році. Брюгге (Бельгія) центр короткої терапії, орієнтованої на рішення, працює під назвою Навчально-дослідний центр Інституту Коржибського.  Джордж Келлі, творець психології персональних конструктів, був під впливом загальної семантики.  Вважається, що Фріц Перлз і Пол Гудман, засновники гештальт-терапії, перебували під впливом Коржибського  . У 1946 році Венделл Джонсон написав «Люди в труднощах: семантика особистісної адаптації», що є першою спробою  для формування терапії із загальної семантики.
Рей Соломонов (1926–2009) був під впливом  Коржибського. Соломонов був винахідником алгоритмічної ймовірності та засновником алгоритмічної теорії інформації ( a.k.a. складність Колмогорова ).
Іншим вченим, на якого вплинув Коржибський (усні свідчення), є Пол Вітані (народився 1944 р.), вчений у галузі теорії обчислень. 
Протягом 1940-х, 1950-х і 1960-х років загальна семантика увійшла в ідіому наукової фантастики . Помітні приклади включають роботи А.Е. ван Фогта « Світ нуль-А» та його продовження.  Загальна семантика також з’являється в роботах Роберта А. Хайнлайна, особливо в Gulf .  Бернард Вулф спирався на загальну семантику у своєму науково-фантастичному романі Limbo 1952 року.  Загальній семантиці завдячують також романи Френка Герберта «Дюна»  та «Бітва зірка»  . Ідеї загальної семантики стали достатньо важливою частиною спільного інтелектуального інструментарію жанрової наукової фантастики, щоб заслужити пародіювання Деймона Найта та інших; з тих пір вони показали тенденцію знову з'являтися в творчості більш пізніх письменників, таких як Семюель Р. Делані, Сюзетт Гаден Елгін і Роберт Антон Вілсон . У 2008 році Джон Райт розширив серію Null-A ван Фогта за допомогою Null-A Continuum . Вільям Берроуз посилається на принцип обмеження часу Коржибського у своєму есе «Електронна революція» та в інших місцях. Генрі Бім Пайпер прямо згадав загальну семантику у «Вбивстві у збройовій кімнаті», і її принципи, такі як усвідомлення обмеженості знань, очевидні в його пізнішій роботі. Вигадане відтворення Інституту загальної семантики з’являється у французькому науково-фантастичному фільмі 1965 року Альфавіль режисера Жана-Люка Годара . 
Ніл Постман, засновник програми медіаекології Університету Нью-Йорка в 1971 році, редагував ETC.: Огляд загальної семантики з 1976 по 1986 рік. Учень Postman Ленс Стрейт, співзасновник Media Ecology Association , був виконавчим директором Інституту загальної семантики з 2007 по 2010 рік.
Разом з Чарльзом Вайнгартнером Ніл Постмен включив загальну семантику до вступного аналізу фону в «Викладання як підривна діяльність» (Delacorte, 1969). Зокрема, вони стверджували, що загальна семантика відповідає тому, що Постман і Вайнгартнер називали «гіпотезою Уорфа-Сепіра», твердженням, що конкретна мова, яка використовується для опису досвіду, формує те, як ми сприймаємо та розуміємо цей досвід; тобто мова формує спосіб мислення людей. («Гіпотеза Уорфа-Сепіра» також відома як лінгвістична теорія відносності . )
Схожі книги
- Рівні знання та існування : Дослідження загальної семантики, Гаррі Л. Вайнберг
- «Мова в думках і діях », професор С. І. Хаякава (пізніше сенатор США), популяризуючи принципи загальної семантики
- Світ Null-A, науково-фантастичний роман А. Е. ван Фогта, який передбачає світ, яким керують загальні семантики.
- Затока, науково-фантастична повість Роберта А. Гайнлайна (опублікована в Assignment in Eternity ), у якій таємне товариство, навчене загальній семантиці та технікам Семюеля Реншоу, діє, щоб захистити людство

## Подальше читання
- Dare to Inquire: Sanity and Survival for the 21st Century and Beyond. by Bruce I. Kodish (іншими мовами), (2003). Robert Anton Wilson wrote: "This seems to me a revolutionary book on how to transcend prejudices, evade the currently fashionable lunacies, open yourself to new perceptions, new empathy and even new ideas, free your living total brain from the limits of your dogmatic verbal 'mind', and generally wake up and smell the bodies of dead children and other innocents piling up everywhere. In a time of rising rage and terror, we need this as badly as a city with plague needs vaccines and antibiotics. If I had the money I'd send a copy to every delegate at the UN."
- Trance-Formations: Neuro-Linguistic Programming and the Structure of Hypnosis by Richard Bandler and John Grinder, (1981). One of the important principles—also widely used in political propaganda—discussed in this book is that trance induction uses a language of pure process and lets the listener fill in all the specific content from their own personal experience. E.g. the hypnotist might say "imagine you are sitting in a very comfortable chair in a room painted your favorite color" but not "imagine you are sitting in a very comfortable chair in a room painted red, your favorite color" because then the listener might think "wait a second, red is not my favorite color".
- The work of the scholar of political communication Murray Edelman (1919–2001), starting with his seminal book The Symbolic Uses of Politics (1964), continuing with Politics as symbolic action: mass arousal and quiescience (1971), Political Language: Words that succeed and policies that fail (1977), Constructing the Political Spectacle (1988) and ending with his last book The Politics of Misinformation (2001) can be viewed as an exploration of the deliberate manipulation and obfuscation of the map-territory distinction for political purposes.
- Logic and contemporary rhetoric: the use of reason in everyday life by Howard Kahane (d. 2001). (Wadsworth: First edition 1971, sixth edition 1992, tenth edition 2005 with Nancy Cavender.) Highly readable guide to the rhetoric of clear thinking, frequently updated with examples of the opposite drawn from contemporary U.S. media sources.
- Doing Physics : how physicists take hold of the world by Martin H. Krieger, Bloomington: Indiana University Press, 1992. A "cultural phenomenology of doing physics". The General Semantics connection is the relation to Korzybski's original motivation of trying to identify key features of the successes of mathematics and the physical sciences that could be extended into everyday thinking and social organization.
- Metaphors We Live By by George Lakoff and Mark Johnson, (1980).
- Philosophy in the flesh: the embodied mind and its challenge to Western thought by George Lakoff and Mark Johnson, (1997).
- The Art of Asking Questions by Stanley L. Payne, (1951) This book is a short handbook-style discussion of how the honest pollster should ask questions to find out what people actually think without leading them, but the same information could be used to slant a poll to get a predetermined answer. Payne notes that the effect of asking a question in different ways or in different contexts can be much larger than the effect of sampling bias, which is the error estimate usually given for a poll. E.g. (from the book) if you ask people "should government go into debt?" the majority will answer "No", but if you ask "Corporations have the right to issue bonds. Should governments also have the right to issue bonds?" the majority will answer "Yes".

### Схожі книги
- The art of awareness; a textbook on general semantics by J. Samuel Bois (іншими мовами), Dubuque, Iowa: W.C. Brown Co., 1966, 1973, 1978; Gary David (іншими мовами), 1996.
- Crazy talk, stupid talk: how we defeat ourselves by the way we talk and what to do about it by Neil Postman, Delacorte Press, 1976. All of Postman's books are informed by his study of General Semantics (Postman was editor of ETC. from 1976 to 1986) but this book is his most explicit and detailed commentary on the use and misuse of language as a tool for thought.
- Developing sanity in human affairs edited by Susan Presby Kodish and Robert P. Holston, Greenwood Press, Westport Connecticut, copyright 1998, Hofstra University. A collection of papers on the subject of general semantics.
- Drive Yourself Sane: Using the Uncommon Sense of General Semantics, Third Edition. by Bruce I. Kodish and Susan Presby Kodish. Pasadena, CA: Extensional Publishing, 2011.
- General Semantics in Psychotherapy: Selected Writings on Methods Aiding Therapy, edited by Isabel Caro and Charlotte Schuchardt Read, Institute of General Semantics, 2002.
- Language habits in human affairs; an introduction to General Semantics by Irving J. Lee, Harper and Brothers, 1941. Still in print from the Institute of General Semantics. On a similar level to Hayakawa.
- The language of wisdom and folly; background readings in semantics edited by Irving J. Lee, Harper and Row, 1949. Was in print (ca. 2000) from the International Society of General Semantics—now merged with the Institute of General Semantics. A selection of essays and short excerpts from different authors on linguistic themes emphasized by General Semantics—without reference to Korzybski, except for an essay by him.
- "Language Revision by Deletion of Absolutisms," by Allen Walker Read. Paper presented at the ninth annual meeting of the Semiotic Society of America, Bloomington, IN, 13 October 1984. Published in ETC: A Review of General Semantics. V42n1, Spring 1985, pp. 7–12.
- Living With Change, Wendell Johnson, Harper Collins, 1972.
- Mathsemantics: making numbers talk sense by Edward MacNeal, HarperCollins, 1994. Penguin paperback 1995. Explicit General Semantics combined with numeracy education (along the lines of John Allen Paulos's books) and simple statistical and mathematical modelling, influenced by MacNeal's work as an airline transportation consultant. Discusses the fallacy of Single Instance thinking in statistical situations.
- Operational philosophy: integrating knowledge and action by Anatol Rapoport, New York: Wiley (1953, 1965).
- People in Quandaries: the semantics of personal adjustment by Wendell Johnson, 1946—still in print from the Institute of General Semantics. Insightful book about the application of General Semantics to psychotherapy; was an acknowledged influence on Richard Bandler and John Grinder in their formulation of Neuro-Linguistic Programming.
- Semantics by Anatol Rapoport, Crowell, 1975. Includes both general semantics along the lines of Hayakawa, Lee, and Postman and more technical (mathematical and philosophical) material. A valuable survey. Rapoport's autobiography Certainties and Doubts : A Philosophy of Life (Black Rose Books, 2000) gives some of the history of the General Semantics movement as he saw it.
- Your Most Enchanted Listener by Wendell Johnson, Harper, 1956. Your most enchanted listener is yourself, of course. Similar material as in People in Quandaries but considerably briefer.

### Пов'язані академічні статті
- Bramwell, R. D. (1981). The semantics of multiculturalism: a new element in curriculum. Canadian Journal of Education, Vol. 6, No. 2 (1981), pp. 92–101.
- Clarke, R. A. (1948). General semantics in art education. The School Review, Vol. 56, No. 10 (Dec., 1948), pp. 600–605.
- Chisholm, F. P. (1943). Some misconceptions about general semantics. College English, Vol. 4, No. 7 (Apr., 1943), p. 412–416.
- Glicksberg, C. I. (1946) General semantics and the science of man. Scientific Monthly, Vol. 62, No. 5 (May, 1946), pp. 440–446.
- Hallie, P. P. (1952). A criticism of general semantics. College English, Vol. 14, No. 1 (Oct., 1952), pp. 17–23.
- Hasselris, P. (1991). From Pearl Harbor to Watergate to Kuwait: "Language in Thought and Action". The English Journal, Vol. 80, No. 2 (Feb., 1991), pp. 28–35.
- Hayakawa, S. I. (1939). General semantics and propaganda. Public Opinion Quarterly, Vol. 3 No. 2 (Apr., 1939), pp. 197–208.
- Kenyon, R. E. (1988). The Impossibility of Non-identity Languages. General Semantics Bulletin, No. 55, (1990), pp. 43–52.
- Kenyon, R. E. (1993). E-prime: The Spirit and the Letter. Etc.: A Review of General Semantics. Vol. 49 No. 2, (Summer 1992). pp. 185–188
- Krohn, F. B. (1985). A general semantics approach to teaching business ethics. Journal of Business Communication, Vol. 22, Issue 3 (Summer, 1985), pp 59–66.
- Maymi, P. (1956). General concepts or laws in translation. The Modern Language Journal, Vol. 40, No. 1 (Jan., 1956), pp. 13–21.
- O'Brien, P. M. (1972). The sesame land of general semantics. The English Journal, Vol. 61, No. 2 (Feb., 1972), pp. 281–301.
- Rapaport, W. J. (1995). Understanding understanding: syntactic semantics and computational cognition. Philosophical Perspectives, Vol. 9, AI, Connectionism and Philosophical Psychology (1995), pp. 49–88.
- Thorndike, E. L. (1946). The psychology of semantics. American Journal of Psychology, Vol. 59, No. 4 (Oct., 1946), pp. 613–632.
- Whitworth, R. (1991). A book for all occasions: activities for teaching general semantics. The English Journal, Vol. 80, No. 2 (Feb., 1991), pp. 50–54.
- Youngren, W. H. (1968). General semantics and the science of meaning. College English, Vol. 29, No. 4 (Jan., 1968), pp. 253–285.

## зовнішні посилання
- Інститут загальної семантики
- Інститут загальної семантики в Європі
- Нью-Йоркське товариство загальної семантики
- Європейське товариство загальної семантики
- Австралійське товариство загальної семантики
- ETC Огляд загального семантичного індексу